# 2019年民主進步黨主席補選
民主進步黨第十六屆黨主席選舉補選於2019年1月6日舉行，是民主進步黨自1998年第八屆黨主席選舉以來所舉辦的第七次黨員直選黨主席。選舉方式採用直接、平等、無記名、單記、相對多數投票制度。在2018年中華民國地方公職人員選舉中，民進黨慘敗，包括失去2個直轄市及5個縣市的執政權，時任總統兼黨主席的蔡英文在選舉後宣布辭去黨主席職務，並在2019年進行黨主席補選。進行補選的隔年年初，即將舉行2020年中華民國總統選舉。
本屆選舉共有兩位候選人，依抽籤順序分別為：前行政院秘書長卓榮泰、以及前民進黨副秘書長游盈隆。卓榮泰以24,699票勝出，當選民進黨第16屆黨主席，得票率72.6%；而游盈隆則獲得9,323票，得票率27.4%；卓榮泰於2019年1月9日就任。
在2020年總統選舉中，蔡英文成功連任總統，於同年5月20日就任；由於民進黨黨章規定，在執政時期，總統得兼任黨主席，以便其以黨領政，使卓榮泰以此為由於5月20日卸任，並在同日由蔡英文回鍋擔任黨主席。

## 選舉方式
依據民主進步黨黨章《黨職人員選舉辦法》：
* 黨主席、各級黨部之黨員代表及主任委員，除另有規定外，由黨員直選產生。
- 現任總統為本黨黨員時，自其就任之日起，為本黨主席，至其卸任之日止。其任期以憲法規定之總統任期為一任，不適用第十五條第三項關於任期之規定。
- 除另有規定外，黨員加入本黨連續滿二年者，始具選舉權、被選舉權，但第一類黨職之黨主席選舉，如有重大情事，經中央執行委員會同意者，得放寬選舉人之入黨期限。
- 中央黨部辦理黨主席選舉時，應舉辦至少一場電視政見發表會。前項電視政見發表會舉辦之時間、地點、程序與規則，由中央黨部擬具，經與黨主席候選人協商後定之。

## 作業時程
| 民主進步黨第16屆黨主席補選作業時程 | 民主進步黨第16屆黨主席補選作業時程 |
| 辦理日期                           | 作業項目                           |
| ---------------------------------- | ---------------------------------- |
| 2018年12月6日                      | 中央黨部發佈公告。                 |
| 2018年12月10日至12月14日           | 參選人領表及受理登記。             |
| 2018年12月19日                     | 中執會審查候選人資格。             |
| 2018年12月20日                     | 黨主席候選人抽籤決定號次。         |
| 2018年12月29日、2019年1月4日       | 黨中央舉辦候選人電視政見發表會。   |
| 2019年1月6日                       | 進行黨員投票、開票。               |
| 2019年1月9日                       | 中執會公告黨主席當選名單。         |

## 候選人
| 民主進步黨第16屆黨主席補選候選人 | 民主進步黨第16屆黨主席補選候選人 | 民主進步黨第16屆黨主席補選候選人                                                            |
| 備註                             | 簡歷 | 狀態                                                                                        |
| -------------------------------- | --- | ------------------------------------------------------------------------------------------- |
| 游盈隆                           | 背景：政治學教授 簡歷： - 中華民國行政院研究發展考核委員會副主任委員（2000－2001） - 中華民國中央選舉委員會委員（2001） - 民主進步黨副秘書長（2002－?）                                                                                       | 選舉狀態：落選。 宣佈日期：2018年12月12日 登記日期：2018年12月14日                          |
| 卓榮泰                           | 背景：法律系 簡歷： - 臺北市議會（第6、7屆）議員（1989-1998） - 立法院（第4、5屆）委員（1999－2004） - 中華民國行政院第22任發言人（2005－2006） - 中華民國行政院第25、41任秘書長（2005－2006，2017－） - 民主進步黨第12任秘書長（2007－2008） | 選舉狀態：當選。 宣佈日期：2018年12月13日 登記日期：2018年12月14日                          |
| 郭泰麟                           | 背景：科技界 - 南科產經協會理事長（1998－2004） - 台灣生物安全協會理事長（2004－2010） 簡歷： - 高雄縣第14屆副縣長（2001－2002） | 選舉狀態：退選。 宣佈日期：2018年12月13日 登記日期：2018年12月13日 退選日期：2018年12月14日 |

## 競選過程
民主進步黨內，表態有意參選黨主席者，依宣佈日期分別為：
- 臺灣民意基金會董事長游盈隆。
- 前高雄縣副縣長郭泰麟（已退選）。
- 前行政院秘書長卓榮泰。

本次補選舉辦2場電視政見發表會：2018年12月29日壹電視新聞台舉行第一場，2019年1月4日民視新聞台舉行第二場。

## 主要政見

### 卓榮泰
一、公正舉辦黨內各項公職人員的初選。
二、舉辦黨內政策路線大辯論。
三、檢討黨務人事布局。
四、實施基層黨員與新任黨公職培訓計畫。

五、建立防治假訊息的反應機制。

### 游盈隆
政務方面：
一、內閣必須盡快總辭。
二、政府的運作應回歸憲政體制。
三、行政與立法分立而制衡，國會自主。
四、召開「全國經濟發展會議」，建立經濟發展政策的新共識。
五、重新評估當前兩岸政策作為，回應社會主流民意的期待。
黨務方面：
一、總統初選開放登記。
二、堅持台灣價值，回歸台灣前途決議文，揚棄一個中國的主張。
三、黨再民主化，將黨員應有的權利還給黨員。
四、黨的選舉必須制度化。
五、提高黨員素質，擴大黨員規模。
六、黨必須與社運團體維持良好關係。
七、黨必須擴大社會基礎。
八、黨必須強化與國際社會的互動與溝通。

九、確立黨政分際。

## 選舉結果
| 號次   | 候選人 | 候選人 | 得票數 | 得票率 | 狀態   |
| ------ | ------ | ------ | ------ | ------ | ------ |
| 1      |        | 卓榮泰 | 24,699 | 72.6%  |        |
| 2      |        | 游盈隆 | 9,323  | 27.4%  |        |
| 投票數 | 投票數 | 投票數 | 34,230 | 34,230 | 34,230 |
| 投票率 | 投票率 | 投票率 | 16.9%  | 16.9%  | 16.9%  |

### 相關選舉
- 2014年民主進步黨主席選舉
- 2018年民主進步黨直轄市長暨縣市長提名作業
- 2018年中華民國地方公職人員選舉
- 2020年中華民國中央公職人員選舉

## 資料來源

### 外部連結
- 民主進步黨中央黨部官方網站* 2019年第16屆黨主席補選公告（页面存档备份，存于），民主進步黨中央黨部官方網站。